# Bruna Esposito
Bruna Esposito (* 1960 in Rom) ist eine italienische Bildhauerin und Installationskünstlerin, die in New York und Berlin lebt.

## Leben
Bruna Esposito wurde in Rom geboren. Sie besuchte von 1979 bis 1980 die Fakultät für Architektur der Universität La Sapienza. Von 1980 bis 1986 lebt und arbeitet sie in New York. Esposito arbeitet tänzerisch mit Batya Zamir und Sally Gross. Sie lernt Lucio Pozzi und Donald Judd kennen, realisiert Theateraufführungen und Happenings, arbeitet mit Künstlern, Tänzern und Musikern zusammen. Sie ist 1984 Teilnehmerin des Independent Study Program des Whitney Museum of American Art. 1987 zieht sie nach West-Berlin.
Sie wurde mit zahlreichen Stipendien und Preisen ausgezeichnet. Esposito stellte 1997 auf der documenta X in Kassel aus.
Bruna Esposito verwendet zahlreiche Techniken. Sie realisiert Skulpturen, Zeichnungen, Fotografien und Collagen, Videoinstallationen, Multimedia-Arbeiten, ortsspezifische, öffentliche und akustische Arbeiten.